# Памятное место начала плавучего моста через Севастопольскую бухту
Памятное место начала плавучего моста через Севастопольскую бухту (укр. Пам'ятне місце початку плавучого мосту через Севастопольську бухту) — памятный знак на Приморском бульваре в Севастополе, установленный в 1905 году на месте начала плавучего моста через Севастопольскую бухту по проекту архитектора А. М. Вейзена и инженера Ф. Н. Еранцева на краю Николаевского мыса.

## Историческая основа
Плавучий мост был построен за несколько недель до приказа об оставлении Южной части города, а именно 15 августа 1855 года. Мост соединял между собой Северную и Южную стороны Севастополя. Строительство велось под руководством генерал-лейтенанта А. Е. Бухмейера. В нём приняли участие капитан-лейтенант П. И. Куприянов, капитан 2 ранга И. Ф. Лихачёв, сотня моряков и сотня плотников, которым помогали ратники 45-й дружины Курского ополчения и сапёры 4-го батальона. Мост состоял из 86 плотов, каждый длиной 13 метров, шириной проезжей части более пяти метров. Общая ширина моста составляла 11 метров, длина — 960 метров. На плаву мост удерживался якорями.
По мосту переправлялась основная часть гарнизона. Последним по нему в сторону Северной части города прошёл генерал-майор А. П. Хрущёв в сопровождении капитана И. Г. Воробьёва. Покидая укрепления, на которых сражались, русские сапёры взрывали пороховые погреба, с которыми были уничтожены Павловская и Александровская батареи. На рейде затопили остатки Черноморского флота. На следующий день мост развели.
Участвовал в постройке, заведовал мостом и его разводкой полковник Г. И. Шестаков.
Подожжённый Севастополь горел два дня. Войска коалиции во время пожара не решались занять город. После оставления Южной части русскими войсками активные боевые действия уже не велись.
Помимо этого моста, было построено ещё три: первый через Южную бухту соединял центральную часть города и Корабельную сторону; второй, возведённый по приказу П. С. Нахимова, размещался в глубине Южной бухты; третий навели через Килен-бухту.

## Создание
Мемориал был сооружён в 1905 году по проекту архитектора А. М. Вейзена и инженера Н. Ф. Еранцева на оконечности Николаевского мыса.

## Внешний вид
Знак создан в виде архитектурно оформленной каменной пристани с лестничным маршем и парапетом на подпорной стене, облицованной кримбальским известняком. Мемориальная гранитная плита (0,55 м х 3,79 м х 3,45 м) завершена фронтоном. На ней отчеканен текст на русском дореформенном языке:
Оформление пристани дополнено чугунными ядрами и рымами для крепления канатов.